# Zware dreps
De zware dreps (Bromus grossus) is een eenjarige plant, die behoort tot de grassenfamilie (Gramineae of Poaceae). De soort komt van nature voor in Midden-Europa, Azië en China en is inheems in België. Het aantal chromosomen is 2n = 28.
De plant wordt 60-110 cm hoog met meestal rechtopstaande, witwollig behaarde stengels. Het blad is 5-10 mm breed en evenals de bladscheden kaal of slechts iets behaard. Het tongetje is 1-2 mm lang.
De zware dreps bloeit in juni en juli met een rechtopstaande, 15-20 cm lange pluim. De ovaal-lancetvormige, 10-35 mm lange aartjes hebben 5-10 mm lange kafnaalden. Het onderste kroonkafje is 5-10 mm en heeft zeven tot negen nerven. Het bovenste is iets korter. Het onderste, vijfnervige kelkkafje is 4-7 mm lang en omsluit de vrucht niet helemaal. Het bovenste kelkkafje is zevennervig en ook 4-7 mm lang. Een aartje bestaat uit vijf tot tien vruchtbare bloemen. De drie helmknoppen zijn 2-3 mm lang.
De vrucht is een 10-20 mm lange graanvrucht met een behaarde top.
De plant komt voor op open plaatsen op droge tot vochthoudende, matig voedselrijke, zwak zure tot kalkhoudende grond tussen het graan en soms in ruigten en wegranden. 